# MOS 6508

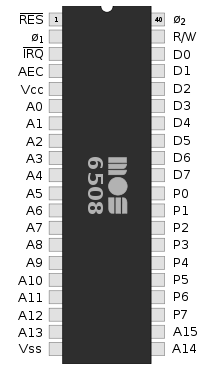
Piedinatura del MOS 6508.

Il MOS 6508 è un microprocessore ad 8 bit prodotto da MOS Technology. Appartiene ai processori della serie 65xx derivanti dal MOS 6502, rispetto al quale presenta in più 256 byte di RAM statica ed una porta di input/output ad 8 bit mappata in memoria.
La SRAM è mappata nello spazio di indirizzi direttamente gestibili dalla CPU, a $0000-$00FF ed a $0100-$01FF: essendo mappata 2 volte, può assolvere sia alle funzioni di "pagina zero" sia a quelle di spazio per lo stack. La porta di I/O è disponibile all'indirizzo $0001 mentre la direzione dei dati della stessa è salvata all'indirizzo $0000: questo sistema è stato utilizzato anche nel MOS 6510.

## Versioni
Il MOS 6508 fu prodotto con frequenze a 1 MHz, 2 MHz (versione "A") e 3 MHz (versione "B").